# برده‌داری در آمریکای لاتین
برده‌داری در آمریکای لاتین در دوره‌های پیش از استعمار مرسوم بود.
در دوران تجارت برده در مسیر اقیانوس اطلس ، آمریکای لاتین مقصد اصلی میلیون‌ها انسان آفریقایی بود که از آفریقا به مستعمرات فرانسه ، پرتغال و اسپانیا منتقل می‌شدند. میراث برده‌داری وجود جمعیت زیادی از مردمان آفریقایی-لاتین در این قاره است.
پس از آزاد کردن تدریجی اکثر برده‌های سیاه، برده‌داری در سواحل اقیانوس آرام در آمریکای جنوبی، تا قرن نوزدهم ادامه داشت؛ زیرا تاجران برده پرو ، پولینزیایی ها را که در درجه اول از جزایر مارکزاز و جزیره ایستر بودند، می‌ربودند و آن‌ها را مجبور به انجام کارهای یدی در معادن و صنعت گوانو کارخانه‌های پرو و شیلی می‌کردند.